# Thedford (Nebraska)
Thedford je selo u američkoj saveznoj državi Nebraska. Prema popisu stanovništva iz 2010. u njemu je živjelo 188 stanovnika.